# نینا استادلر
نینا استادلر (زاده ۱۱ اکتبر ۱۹۹۵) یک تنیس‌باز حرفه‌ای پیشین سوئیسی می باشد.
استدلر با دارا بودن رتبه ۵۳۲ تک نفره توسط انجمن تنیس زنان (دبلیو تی آ) است که در تاریخ ۲۴سپتامبر ۲۰۲۲ به این رتبه رسید. او همچنین دارای رتبه ۳۱۹ دوبل دبلیو تی آ می باشد که درتاریخ ۷مارس ۲۰۲۲ کسب شد.  او به خصوص در دوبل موفق بود. استدلر ۱۳ عنوان را با شرکای مختلف در مسابقات پیست زنان ای تی اف کسب کرد.

## حرفه
در روز های پایانی سال ۲۰۱۷ ، او وارد مرحله نیمه نهایی در استلنبوش ، آفریقای جنوبی شد و در مقابل شانل سیموندز آفریقای جنوبی مغلوب شد. 
در ماه می ۲۰۲۱، او با هم میهن خود جنی دورست در رامات هاشارون اسرائیل قهرمان شد.  این دو در استان اورشلیم  اسرائیل نیز به فینال راه یافت.
در ماه سپتامبر ۲۰۲۱ ، آنان سومین فینال خود را در آن فصل انجام نمودند و در ژوهانسبورگ (آفریقای جنوبی) ، در آفریقای جنوبی قهرمان شدند. آنان دو هلندی اواودر و استفانی ویشر را مغلوب کردند.  هفته بعد آنان در شهر پرتوریا نایب قهرمان شدند و در فینال مغلوب آمینه انشبا روسی و الیزابت ماندلیک آمریکایی شدند.  
استدلر در سال ۲۰۲۲ در تور حرفه ای بازنشسته شد. او به نام مربی تنیس آغاز به کار کرد.  